# Sandler
Sandler je priimek več oseb:
- Adam Sandler, ameriški komik in igralec
- Solomon Mironovič Sandler, sovjetski general